# My Cassette Player
My Cassette Player —en español: Mi Magnetófono— es el álbum debut de la cantante alemana Lena Meyer-Landrut. Fue lanzado el 7 de mayo de 2010 por Universal Music en Alemania.

## Producción
El álbum incluye el número uno Satellite, así como las canciones Bee y Love Me, que habían sido publicadas previamente el 13 de marzo de 2010. También incluye versiones de My Same de Adele y Mr. Curiosity de Jason Mraz, las cuales habían sido interpretadas por Lena en Unser Star für Oslo, la preselección alemana para el Festival de la Canción de Eurovisión 2010, así como una versión del tema Not Following, una canción inédita de Ellie Goulding. Todas las demás canciones fueron escritas o coescritas por el productor del álbum, Stefan Raab, y la propia Lena.

## Recepción
Los comentarios iniciales del álbum fueron mixtos. Mientras Stuttgarter Nachrichten criticaba la inconfundible influencia de Stefan Raab, Neue Presse lo consideró un "debut encantador" y Hannoversche Allgemeine lo llamó "un tanto banal" pero un "álbum de buen pop", caracterizando a Bee como un "alegre himno a la independencia" y a Satellite como "una canción que asombrosamente todavía suena fresca, a pesar de su gran difusión".

## Lista de canciones
| My Cassette Player |                           |                                          |          |  |
| N.º                | Título                    | Escritor(es)                             | Duración |  |
| 1.                 | «Satellite»               | Julie R. Frost, John Gordon              | 2:55     |  |
| 2.                 | «My Cassette Player»      | Stefan Raab, Lena Meyer-Landrut          | 3:35     |  |
| 3.                 | «Not Following»           | Ellie Goulding, Jon Lattimer             | 3:36     |  |
| 4.                 | «I Like to Bang My Head»  | Stefan Raab, Lena Meyer-Landrut          | 3:23     |  |
| 5.                 | «My Same»                 | Adele                                    | 3:02     |  |
| 6.                 | «Caterpillar in the Rain» | Stefan Raab, Lena Meyer-Landrut          | 3:42     |  |
| 7.                 | «Love Me»                 | Stefan Raab, Lena Meyer-Landrut          | 2:59     |  |
| 8.                 | «Touch a New Day»         | Stefan Raab, Lena Meyer-Landrut          | 2:59     |  |
| 9.                 | «Bee»                     | Rosi Golan, Ottestad, Strauss            | 3:00     |  |
| 10.                | «You Can't Stop Me»       | Stefan Raab                              | 2:59     |  |
| 11.                | «Mr. Curiosity»           | Lester Mendez, Dennis Morris, Jason Mraz | 3:41     |  |
| 12.                | «I Just Want Your Kiss»   | Pär Lammers, Daniel Schaub, Stefan Raab  | 3:05     |  |
| 13.                | «Wonderful Dreaming»      | Stefan Raab, Lena Meyer-Landrut          | 3:32     |  |
| 42:32              |                           |                                          |          |  |

| Bonus Tracks |                                          |          |  |
| N.º          | Título                                   | Duración |  |
| 14.          | «We Can't Go On» (Amazon.de Bonus Track) | 3:15     |  |
| 15.          | «New Shoes» (iTunes Bonus Track)         | 3:23     |  |

| Edición Deluxe DVD |                                           |          |  |
| N.º                | Título                                    | Duración |  |
| 1.                 | «Unser Star für Oslo - Lena» (Documental) | 23:00    |  |
| 2.                 | «Satellite» (Videoclip)                   | 2:54     |  |

## Posicionamiento en listas

### Posicionamiento
| Listas (2010)                   | Posición |
| ------------------------------- | -------- |
| Austrian Albums Chart           | 1        |
| Belgian Albums Chart (Flanders) | 54       |
| Danish Albums Chart             | 40       |
| European Top 100 Albums         | 5        |
| Finnish Albums Chart            | 43       |
| German Albums Chart             | 1        |
| Greek Albums Chart              | 4        |
| Norwegian Albums Chart          | 7        |
| Polish Albums Chart             | 45       |
| Slovenian Albums Chart          | 23       |
| Swedish Albums Chart            | 5        |
| Swiss Albums Chart              | 3        |